# Olga Miller
Olga Eunice Miller ( née Wondunna, mais tarde Reeves ; 27 de março de 1920 - agosto de 2003), também conhecida como Tia (ou Tia ) Olga ou por seu nome tradicional Wandi, foi uma historiadora australiana, artista, autora e anciã aborígine da Gente Butchulla. Miller freqüentemente atuava como defensora das questões de K'gari (Ilha Fraser) e Butchulla, e ilustrou The Legends of Moonie Jarl, o primeiro livro infantil escrito por aborígines australianos conhecido a ser publicado. Em 2002, Miller foi nomeada Queensland Great.

## Infância e vida pessoal
A caçula de sete irmãos, Miller nasceu Olga Eunice Wondunna em 27 de março de 1920 em Maryborough, Queensland, filha de Ethel Marion Reeves ( née Gribble) e pai Frederick Wondunna. O relacionamento de seus pais, o de um indígena e uma mulher branca, foi profundamente controverso em sua época e contestado pelo irmão de Ethel, Ernest Gribble, em particular.
Olga mudou seu sobrenome de Wondunna para Reeves, antes de se casar com Ronald Richard Miller em 1º de junho de 1940 e assumir o nome dele.
Miller era membro do povo Butchulla, do qual seu avô paterno Willie Wondunna foi um importante líder e seu filho Glen agora é um ancião. Seu avô materno, por sua vez, era o missionário inglês nascido no século 19, JB Gribble, :33conhecido por seu trabalho com indígenas australianos.
Sua sobrinha-neta, Fiona Foley, é uma artista e membro fundador da Boomalli Aboriginal Artists Cooperative .

## Carreira
Miller trabalhou em vários meios de comunicação, escrevendo para livros escolares, filmes de animação e jornais; apresentação no rádio; e ilustrando histórias infantis. Em 1964, Miller ilustrou The Legends of Moonie Jarl, escrito por seu irmão Wilf Reeves, que é o primeiro livro infantil publicado conhecido de autoria de um aborígine australiano. Miller o ilustrou com seu nome tradicional de Butchulla, Wandi, que significa "pato selvagem".
Fora de seu trabalho na mídia, Miller era uma ativista das questões de K'gari (Ilha Fraser), frequentemente consultada por desenvolvedores quando desejavam construir lá. Descrevendo sua defesa, Miller disse que ela "[fez] um incômodo para [ela mesma]", mas que "não estava interessada em dinheiro ... apenas [cuidando] da terra". :31
Miller era a Caboonya (guardiã dos registros) do povo Butchulla, função dada a ela por seu avô. Bem versada no conhecimento aborígine e uma historiadora respeitada, Miller atuou como consultora em questões indígenas e história ao longo de sua vida. De acordo com o governo de Queensland, Miller "gastava seu tempo educando australianos não indígenas sobre a história pré-europeia e os aborígines sobre sua própria formação cultural".

## Honras
Miller recebeu uma Medalha do Centenário por "serviços à reconciliação e preservação da história aborígine" no dia de Ano Novo de 2001, e em 2002 foi nomeado Queensland Great, uma honra que "reconhece os esforços e realizações de indivíduos notáveis ... por sua inestimável contribuição para a história e desenvolvimento [do] estado".
Em abril de 2003, Miller recebeu uma bolsa honorária da University of Southern Queensland (USQ), em cujo campus de Fraser Coast Miller ajudou a estabelecer o Buallum Jarl-Bah, um centro de aprendizado indígena.

## Morte e legado
Miller morreu em agosto de 2003 em Maryborough. Sua morte foi reconhecida pelo membro de Maryborough Chris Foley no plenário do parlamento de Queensland.
A USQ dedicou um jardim em seu campus Fraser Coast a Miller em dezembro de 2009, o Olga Miller Memorial Garden. Tanto o jardim quanto Buallum Jarl-Bah permaneceram desde a transferência do campus para a University of the Sunshine Coast .